# Jesús Quijano
Jesús Quijano González [ xeˈsus kiˈxano ɣõnˈθalɛθ] est un homme politique espagnol membre du Parti socialiste ouvrier espagnol (PSOE), né le 11 janvier 1951 à Saldaña.

## Biographie
Jesús Quijano González naît le 11 janvier 1951 à Saldaña, dans la province de Palencia. Il étudie le droit à l'université de Valladolid, où il obtient un doctorat en droit commercial en 1982. Il est professeur des universités dans ce domaine depuis 1989.
Il adhère en 1974 au Parti socialiste ouvrier espagnol (PSOE) et à l'Union générale des travailleurs (UGT). En 1983, il est élu député de la circonscription de Valladolid aux Cortes de Castille-et-León. Le VIe congrès régional du Parti socialiste de Castille-et-León-PSOE (PSCyL-PSOE) le fait secrétaire général le 16 décembre 1990.
À ce titre, il mène les socialistes aux élections parlementaires de mai 1991 puis de mai 1995, qui voient la victoire du Parti populaire (PP) à la majorité absolue. Il participe au mois de novembre suivant à un groupe de dix dirigeants nationaux et territoriaux chargés de préparer la relève de Felipe González comme chef de file électoral pour les élections générales de 1996, mais qui conclut que le président du gouvernement sortant est le meilleur candidat pour le PSOE.
Il choisit en 1997 de ne pas être candidat une troisième fois, mais il conserve jusqu'au 22 octobre 2000 la direction régionale du parti, qu'il cède à Ángel Villalba. Retiré de la vie politique en 2003, il accepte en 2007 la proposition du secrétaire général du PSOE José Luis Rodríguez Zapatero d'y revenir, en tant que tête de liste dans la circonscription de Valladolid pour les élections générales du 9 mars 2008.
À l'approche des élections générales anticipées du 20 novembre 2011, il indique ne pas vouloir postuler pour un nouveau mandat au Congrès des députés. Il met ainsi un terme à son parcours institutionnel, mais dit vouloir rester un militant de terrain.
Il retrouve le 2 juin 2014 la direction du PSCyL-PSOE à titre provisoire, prenant la présidence de la direction provisoire (comisión gestora) mise en place après qu'Óscar López a provoqué la démission de plus de la moitié de la commission exécutive régionale, conduisant à sa dissolution de jure. Il est remplacé le 5 octobre par le député Luis Tudanca, vainqueur des primaires contre le secrétaire général destitué Julio Villarrubia.

## Note
1. ↑  Prononciation en espagnol d'Espagne retranscrite selon la norme API.